# Ironman Israel

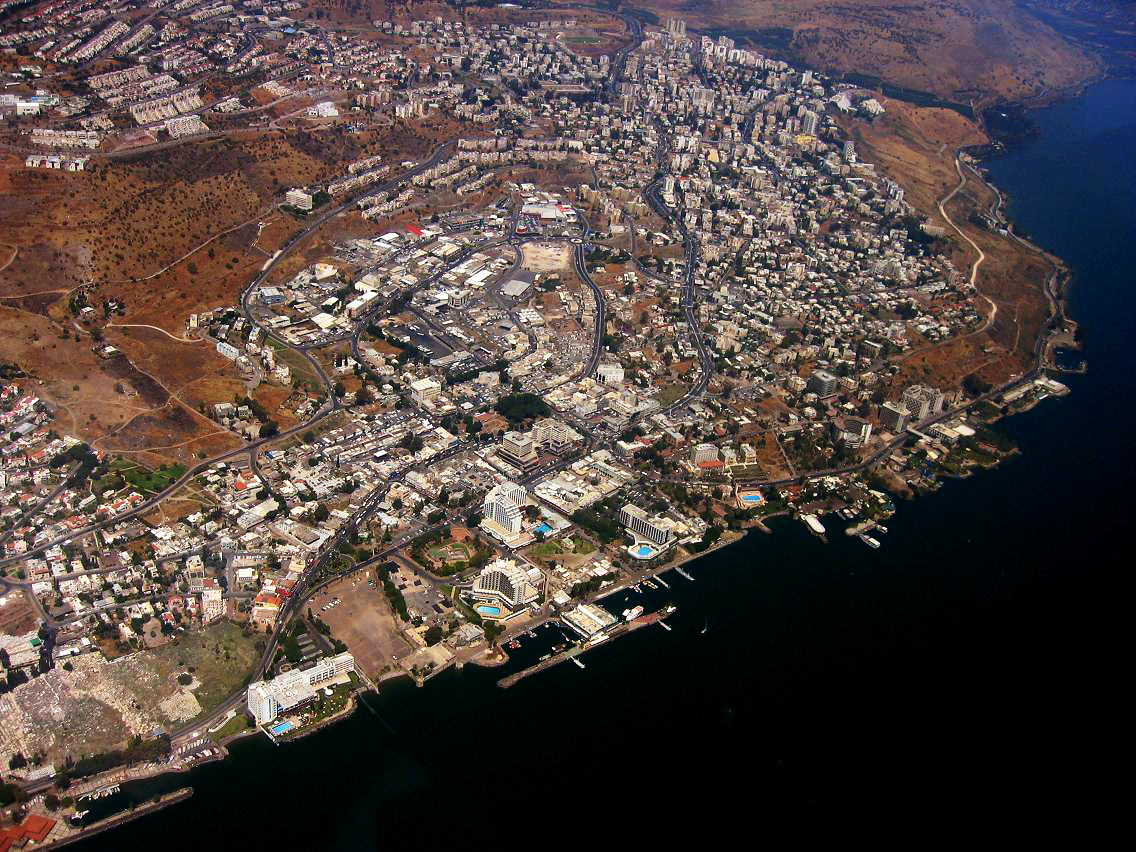
Luftaufnahme von Tiberias

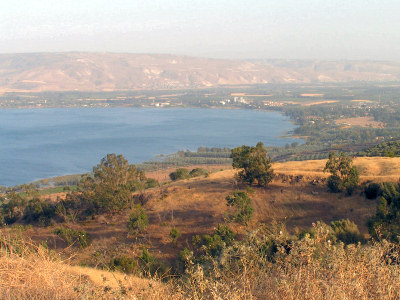
Der See Genezareth

Der Ironman Israel ist ein erstmals 2022 ausgetragener Triathlon in Tiberias (Israel) über die Ironman-Distanz (3,86 km Schwimmen, 180,2 km Radfahren und 42,195 km Laufen).

## Organisation
Der „Ironman Israel“ ist Teil der Ironman-Weltserie der World Triathlon Corporation (WTC), einem Tochterunternehmen des US-amerikanischen Medienunternehmens Advance Publications. 
Tiberias ist eine Stadt in Galiläa im Staat Israel (Nordbezirk) am Westufer des Sees Genezareth. Hier werden die Middle East Championships ausgetragen.
Amateure haben hier die Möglichkeit, sich für den Erwerb eines Startplatzes beim Ironman Hawaii zu qualifizieren, wozu 75 Qualifikationsplätze zur Verfügung stehen. Profi-Triathleten, die hier um die 40.000 US-Dollar Preisgeld kämpfen, können sich für den mit insgesamt 650.000 US-Dollar ausgeschriebenen Wettkampf in Hawaii über das Kona Pro Ranking System (KPR) qualifizieren. 
In Tiberias erhalten Siegerin und Sieger je 2000 Punkte, weitere Platzierte eine entsprechend reduzierte Punktzahl.

Zum Vergleich: Der Sieger auf Hawaii erhält 8000 Punkte, die Sieger in Frankfurt, Texas, Florianópolis, Cairns und Port Elizabeth jeweils 4000, bei den übrigen Ironman-Rennen entweder 1000 oder 2000 Punkte.
Das Rennen wurde erstmals am 25. November 2022 ausgetragen und dabei wurden die Ironman Middle East Championships ausgetragen.
Am selben Tag war auch die zweite Austragung des Ironman 70.3 Tiberias. Das Männerrennen gewann Patrick Lange, der den abschließenden Marathon in 2:30:32 Stunden absolvierte und damit einen neuen Laufrekord innerhalb eines Ironman-Rennens aufstellte.
Bei den Frauen gewann Ruth Astle, die damit ihr drittes Ironman-Rennen gewann.
Für 2023 wurde das Rennen wegen des Überfalls der Hamas auf Israel abgesagt und seitdem wurde bislang noch kein weiterer Termin bekannt gegeben.

## Streckenverlauf
- Die Schwimmdistanz über 3,86 km wird im See Genezareth, dem tiefstgelegenen Süßwassersee der Welt, ausgetragen.
- Die 180,2 Kilometer lange Radstrecke führt über einen zweimal zu durchfahrenden Kurs entlang des Sees Genezareth.
- Der Marathon geht über vier Runden am westlichen Ufer des Sees.

## Siegerliste
| Datum/Jahr    | Männer        | Männer                | Männer          | Frauen       | Frauen           | Frauen               |
| Datum/Jahr    | Erster Platz  | Zweiter Platz         | Dritter Platz   | Erster Platz | Zweiter Platz    | Dritter Platz        |
| ------------- | ------------- | --------------------- | --------------- | ------------ | ---------------- | -------------------- |
| 25. Nov. 2022 | Patrick Lange | Daniel Lund Bækkegård | Gregory Barnaby | Ruth Astle   | Daniela Bleymehl | Bárbara Riveros Díaz |

(SR: Streckenrekord)